# 하와이안 베케이션
하와이안 베케이션(Hawaiian Vacation)은 미국에서 제작된 게리 라이스트롬 감독의 2011년 애니메이션, 코미디, 가족 영화이다. 톰 행크스 등이 주연으로 출연하였다.
픽사 애니메이션 스튜디오가 제작하였다. 토이 스토리 툰 시리즈의 첫 작품이며 토이 스토리의 등장인물이 등장하는 단편 영화이다. 토이 스토리 3의 사건 이후를 배경으로 한다. 픽사의 카 2와 함께 극장 상영되었다. 이 영화의 홈 비디오 릴리스에 포함되었다.

## 출연

### 주연
- 톰 행크스
- 팀 알렌
- 조안 쿠삭

### 조연
- 크리스틴 스칼
- 월리스 쇼운
- 제프 갈린
- 에스텔 해리스
- 돈 리클스